# 飯田家貞
飯田 家貞（いいだ いえさだ、生年不詳 ‐ 慶長19年（1614年）11月26日）は、安土桃山時代から江戸時代初期にかけての坊官。備後守。

## 略歴
三宝院門跡の坊官で、門跡の覚定・高賢の二代にわたって坊官をつとめた。
但し異説として醍醐寺坊官だったというものがある。これによると家貞の生存時代が齟齬するため、三宝院門跡坊官は別人と考えられる。
醍醐寺は慶長5年（1600年）に豊臣秀吉の時代から行われていた金堂の移築工事が完成し、同10年（1605年）には西大門の再建、11年（1606年）には如意輪堂、開山堂、五大堂の再建が行われた。
豊臣秀頼の寄進で醍醐寺は復興したため、家貞は豊臣家に対する想いは強かった。方広寺鐘銘事件では徳川家に対して反感を持った。
19年（1614年）大坂の陣では醍醐寺義演の南光坊天海との論争が一因となり、家貞が浪人衆として豊臣方に参陣。
大野治長隊の部隊長となり、兵300を率いて鴫野砦主に就いた。
今福の戦いで今福砦の矢野正倫と共に佐竹義宣指揮下の兵1,500と戦う。しかし寡兵に多勢、家貞は正倫ともに討ち死にを遂げた。

## 参考資料
- 「義宣家譜」（『佐竹家譜』）[要文献特定詳細情報]